# Kubisk reciprocitet
Inom elementär och algebraisk talteori är kubisk reciprocitet en samling satser om lösbarheten av kongruensen x3 ≡ p (mod q); ordet "reciprocitet" kommer från den viktigaste satsen, som säger att om p och q är primtal i ringen av Eisensteinheltal, båda relativt prima till  3, är
kongruensen x3 ≡ p (mod q) lösbar om och bara om  x3 ≡ q (mod p) är.

## Heltal
En kubisk rest (mod p) är ett godtyckligt tal som är en tredje potens av ett heltal (mod p). Om x3 ≡ a (mod p) saknar heltalslösningar kallas a för en kubisk ickerest  (mod p).
Såsom ofta inom talteori är det enklast att arbeta med primtal, så i denna sektion är alla p, q, etcetera positiva udda primtal.
Det första att notera då man arbetar med ringen Z av heltal är att om primtalet q är ≡ 2 (mod 3) varje tal en kubisk rest (mod q). Låt q = 3n + 2; eftersom 0 = 03 är en kubisk rest, anta att x inte är delbar med q. Då är enligt Fermats lilla sats
{\displaystyle x^{q}=x^{3n+2}\equiv x{\pmod {q}}\;{\mbox{  and  }}\;x^{q-1}=x^{3n+1}\equiv 1{\pmod {q}},{\mbox{ så }}}
{\displaystyle x=1\cdot x\equiv x^{q}x^{q-1}=x^{3n+2}x^{3n+1}=x^{6n+3}=(x^{2n+1})^{3}{\pmod {q}}}
är en kubisk rest (mod q).
Härmed är det enda intressanta fallet det då p ≡ 1 (mod 3).

### Euler
För relativt prima heltal m och n, definiera den rationella kubiska restsymbolen som
{\displaystyle \left[{\frac {m}{n}}\right]_{3}={\begin{cases}&+1{\mbox{ om }}m{\mbox{ är en kubisk rest }}{\pmod {n}}\\&-1{\mbox{ om }}m{\mbox{ är en kubisk ickerest }}{\pmod {n}}\end{cases}}.}
En sats av Fermat säger att varje primtal p ≡ 1 (mod 3) är summan av en kvadrat och tre gånger en kvadrat: p = a2 + 3b2 och att (förutom tecknen a och b) är denna representation unik.
Baserat på detta gjorde Euler följande förmodanden:
{\displaystyle {\begin{aligned}\left[{\frac {2}{p}}\right]_{3}=1&{\mbox{ om och bara om}}3|b\\\left[{\frac {3}{p}}\right]_{3}=1&{\mbox{ om och bara om}}9|b;{\mbox{ eller }}9|(a\pm b)\\\left[{\frac {5}{p}}\right]_{3}=1&{\mbox{ om och bara om }}15|b;{\mbox{ eller }}3|b{\mbox{ and }}5|a;{\mbox{ or }}15|(a\pm b);{\mbox{ or }}15|(2a\pm b)\\\left[{\frac {6}{p}}\right]_{3}=1&{\mbox{ om och bara om }}9|b;{\mbox{ eller }}9|(a\pm 2b)\\\end{aligned}}.}

### Gauss
Gauss bevisade att om   {\displaystyle p=3n+1={\tfrac {1}{4}}\left(L^{2}+27M^{2}\right),}  är   {\displaystyle L(n!)^{3}\equiv 1{\pmod {p}},}    från vilket  {\displaystyle \left[{\frac {L}{p}}\right]_{3}=\left[{\frac {M}{p}}\right]_{3}=1} följer ganska lätt.